# Gekkoninae
Gekkoninae – najbardziej liczna w gatunki podrodzina gekonowatych, obejmuje około 1000 gatunków, w większości nadrzewnych, prowadzących najczęściej nocny tryb życia. Osiągają do 30 cm długości (gekon liścioogonowy Uroplatus fimbriatus).
Cechy charakterystyczne (z małymi wyjątkami):
- możliwość poruszania się po wszelkiego rodzaju powierzchni (dzięki palcom wyposażonym w przylgi)
- brak ruchomych powiek
- nocny tryb życia (oprócz rodzaju Phelsuma)
- głównie owadożerne, niektóre gatunki odżywiają się także owocami i nektarem a nawet małymi ssakami lub gadami
- zdolność do wydawania dźwięków, niekiedy bardzo donośnych
- dobry słuch

Z powodu dużej liczby gatunków trudno jest jednoznacznie określić środowisko życia tej podrodziny – węższej grupy charakterystycznych cech należy szukać na poziomie gatunku. Niektóre gatunki Gekkoninae przystosowały się do życia w lasach tropikalnych (Uroplatus), inne w środowisku suchym a nawet pustynnym. Większość z nich prowadzi nocny tryb życia, ale znajdujemy także gatunki aktywne w ciągu dnia lub wieczorem. Mogą mieszkać na drzewach, na ziemi lub w obu tych środowiskach jednocześnie.

## Systematyka
- Afroedura
- Afrogecko
- Agamura
- Ailuronyx
- Alsophylax
- Altiphylax
- Blaesodactylus
- Bunopus
- Calodactylodes
- Chondrodactylus
- Christinus
- Cnemaspis
- Colopus
- Crossobamon
- Cryptactites
- Cyrtodactylus
- Cyrtopodion
- Dixonius
- Ebenavia
- Elasmodactylus
- Geckolepis
- Gehyra
- Gekko
- Goggia
- Hemidactylus
- Hemiphyllodactylus
- Heteronotia
- Homopholis
- Kolekanos
- Lepidodactylus
- Luperosaurus
- Lygodactylus
- Matoatoa
- Mediodactylus
- Microgecko
- Nactus
- Narudasia
- Pachydactylus
- Paragehyra
- Paroedura
- Perochirus
- Phelsuma
- Pseudoceramodactylus
- Pseudogekko
- Ptenopus
- Ptychozoon
- Ramigekko
- Rhinogekko
- Rhoptropella
- Rhoptropus
- Stenodactylus
- Tenuidactylus
- Trachydactylus
- Tropiocolotes
- Urocotyledon
- Uroplatus

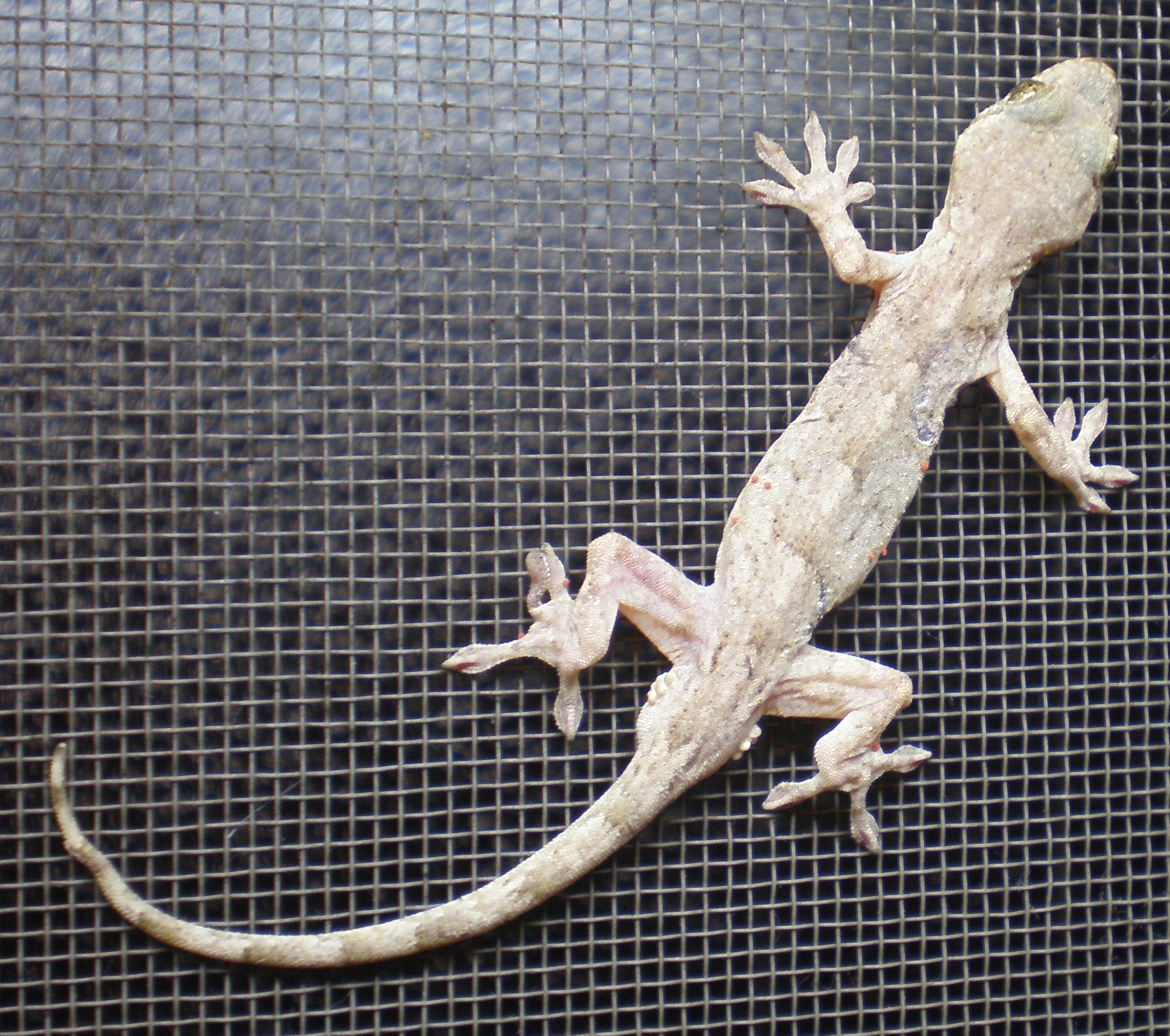
Gekko japonicus

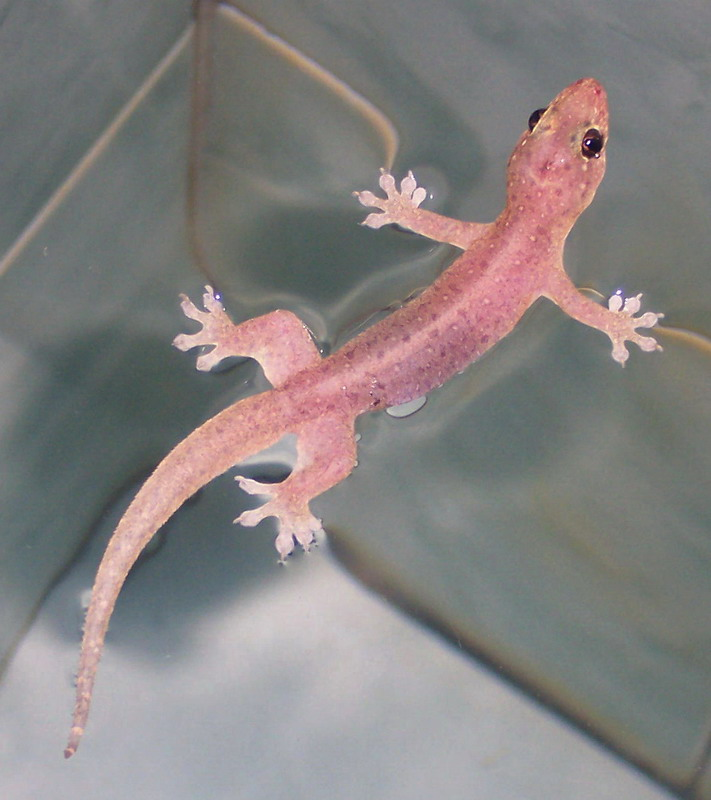
Gehyra mutilata

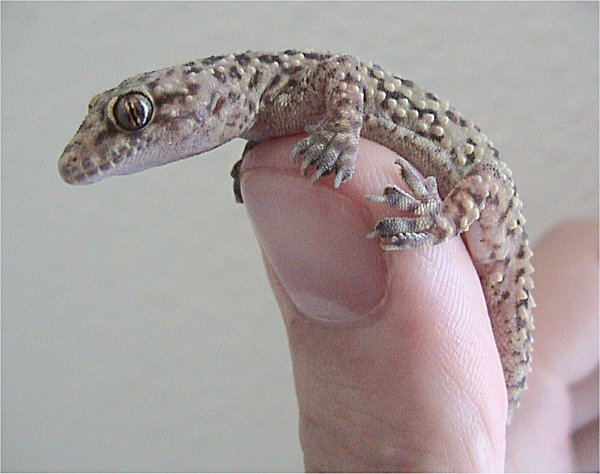
Hemidactylus turcicus

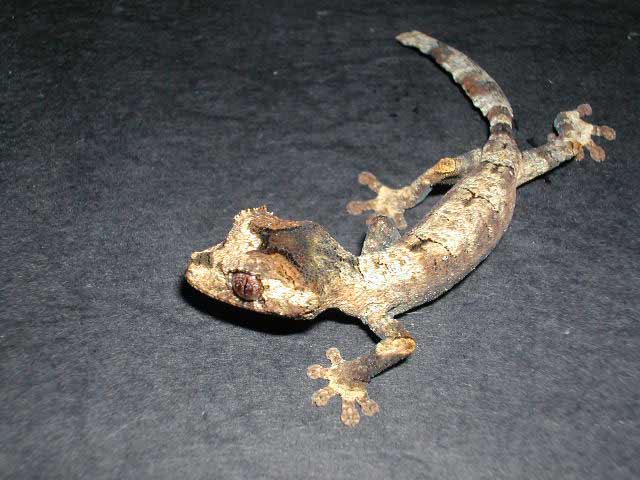
Uroplatus guentheri

Część rodzajów zaliczanych w przeszłości do tej podrodziny jest obecnie zaliczana do odrębnych rodzin Sphaerodactylidae (m.in. Gonatodes, Sphaerodactylus) i Phyllodactylidae (m.in. Ptyodactylus, Tarentola).